# Hoopeston, Illinois
Hoopeston är en stad (city) i Vermilion County, i delstaten Illinois, USA. Enligt United States Census Bureau har staden en folkmängd på 5 343 invånare (2011) och en landarea på 9,5 km².